# Agnes Rommel-Souvagie
Agnes Rommel-Souvagie geboren als Agnes Souvagie (Oudenburg, 9 september 1924 - 7 februari 1990) was een Belgisch senator.

## Levensloop
Rommel-Souvagie werkte als bediende bij de NCMV.
Ze werd eveneens politiek actief voor de CVP en werd voor deze partij gemeenteraadslid van Ichtegem.
Van 1979 tot 1981 zetelde ze in opvolging van de overleden Jules Van Canneyt als rechtstreeks verkozen senator voor het arrondissement Veurne-Diksmuide-Oostende in de Belgische Senaat. In de periode januari-oktober 1980 zetelde ze als gevolg van het toen bestaande dubbelmandaat ook in de Cultuurraad voor de Nederlandse Cultuurgemeenschap, die op 7 december 1971 werd geïnstalleerd. Vanaf 21 oktober 1980 tot november 1981 was ze tevens korte tijd lid van de Vlaamse Raad, de opvolger van de Cultuurraad en de voorloper van het huidige Vlaams Parlement.